# Centro storico di Corbetta
Il centro storico di Corbetta è la circoscrizione principale della città. Esso comprende le due piazze maggiori del paese oltre alla maggior parte della circonvallazione esterna di Corbetta realizzata in tempi poi recenti per una migliore viabilità.

## Aspetto

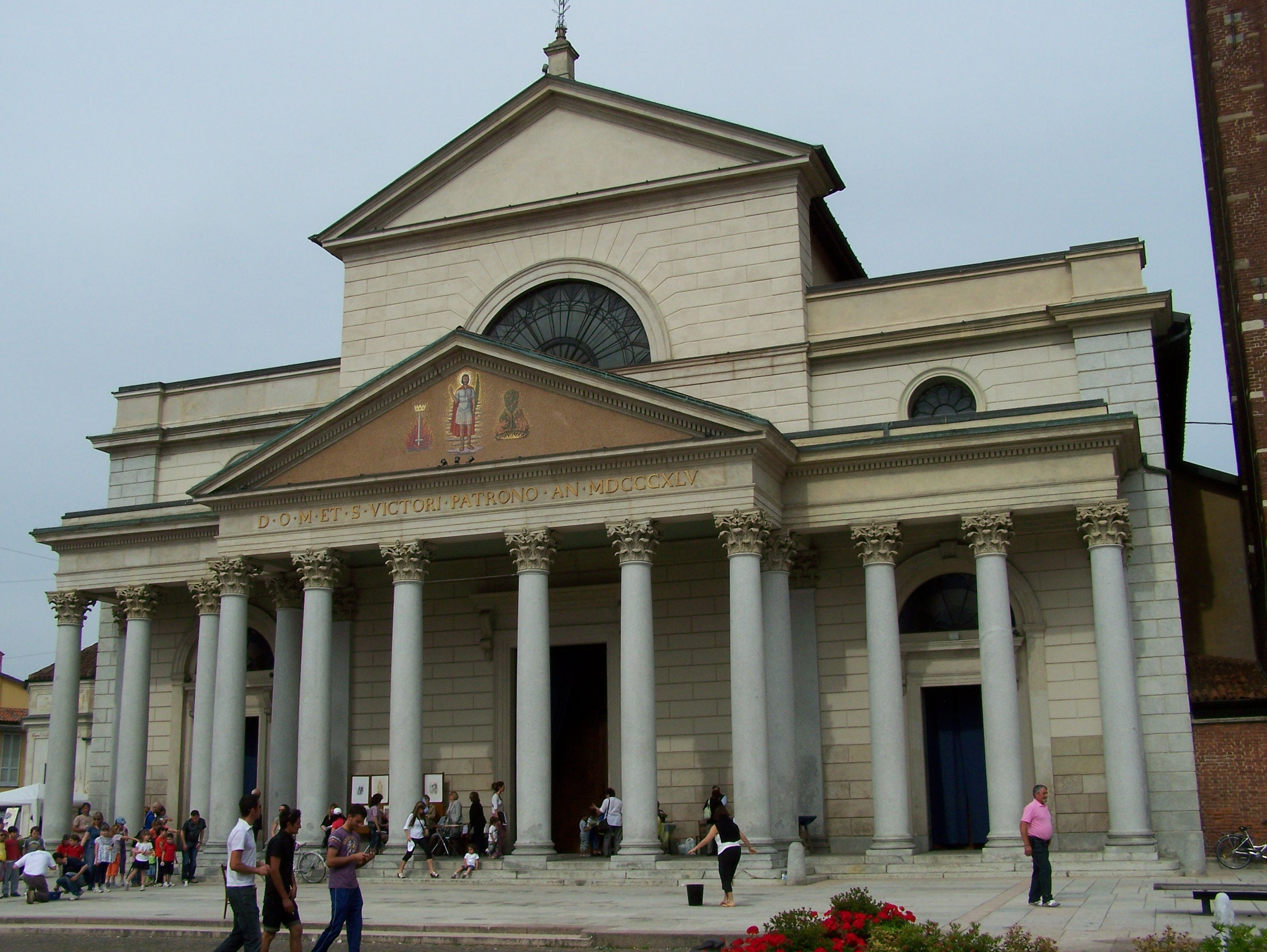
La Chiesa prepositurale di San Vittore Martire, piunto focale del centro storico di Corbetta

La conformazione del centro storico di Corbetta ha un aspetto generalmente ortogonale a causa della centuriazione romana. Il primo nucleo difensivo, denominato Castum Sancti Ambrosii sorgeva presso le attuali piazza Corbas e piazza del Popolo ed era circondato da un fossato, il cui ingresso era posto in corrispondenza dell'attuale piazza del Santuario. In seguito esso è stato circondato da un secondo ordine di mura che sorgeva tra le attuali via Cavour, via San Sebastiano, via 2 giugno, via Diaz, via Brera e via Cattaneo.
Vi erano inoltre delle torri difensive di cui una si è conservata quasi intatta in largo Cellere, mentre altre in più punti sono state inglobate nelle successive strutture. Le vie del centro storico hanno mantenuto la fisionomia medioevale ed è proprio per questa ragione che non sono mai completamente dritte, ma leggermente incurvate al fine di disorientare i nemici. Ciò diventa più difficile con la costruzione del campanile che consente di giungere sino alla piazza principale prendendolo come riferimento
Centro spirituale della città è la Piazza del Popolo con la Chiesa prepositurale di San Vittore Martire e non distante la Piazzetta Pio IV con il Santuario della Beata Vergine dei Miracoli.
Da qui verso occidente si incontrano Villa Pisani Dossi con annesso il museo archeologico locale, mentre a meridione si trovano Villa Frisiani Mereghetti (con affreschi dei fratelli Giuseppe e Giovanni Stefano Danedi detti "Montalto"), Villa Borri Manzoli ed il Castelletto, un tempo centro difensivo essenziale per l'abitato già dal IX secolo.
Verso oriente dalla parrocchiale si trova il centro politico-amministrativo di Corbetta costituito dall'attuale Villa Frisiani Olivares Ferrario, sede del municipio, con l'annesso grande parco pubblico (il secondo della provincia di Milano per estensione dopo quello della Villa Reale di Monza) e l'Archivio fotografico "Gianni Saracchi", sede della memoria fotografica cittadina. A settentrione si trovano invece i quartieri eretti nel primo Novecento con centri culturali come la Biblioteca (ex palazzo municipale) e Villa Pagani Della Torre.
Punto di osservazione del centro storico e luogo d'incontro nel paese è Corso Garibaldi che costituisce il tracciato di una delle vie più antiche dell'abitato.
Il centro storico di Corbetta con i suoi numerosi negozi ed attività commerciali (alcune delle quali hanno superato il secolo di vita) è un luogo noto per lo svago e per i numerosi caffè.

## Monumenti e luoghi d'interesse

### Piazze del centro storico
- Piazza del Popolo
- Piazzetta Pio IV
- Piazza Giuseppe Verdi
- Piazza Corbas
- Piazza delle Giostre
- Piazza 1º maggio
- Piazza Beretta
- Piazza XXV Aprile

### Chiese del centro storico
- Chiesa prepositurale di San Vittore Martire
- Santuario Arcivescovile della Beata Vergine dei Miracoli

### Palazzi del centro storico
- Castelletto
- Villa Frisiani Mereghetti
- Villa Borri Manzoli
- Villa Pisani Dossi
- Villa Frisiani Olivares Ferrario
- Villa Massari
- Villa Archinto Pisani Dossi
- Villa Olivares Zari Mereghetti
- Palazzo Calzolari
- Torre medievale

### Musei
- Museo archeologico Villa Pisani Dossi
- Museo del santuario arcivescovile della Beata Vergine dei Miracoli di Corbetta
- Museo del legno Luigi Magugliani
- Archivio fotografico Gianni Saracchi